# Praça da Liberdade (São Paulo)
A Praça da Liberdade é uma praça da cidade de São Paulo, localizada no bairro de mesmo nome.

## Histórico
O local era conhecido como Largo da Forca. 
Quando ainda era conhecida por seu antigo nome, em 20 de setembro de 1821 ocorreu um dos enforcamentos mais famosos do local, quando o soldado Francisco José das Chagas (o Chaguinhas), preso e condenado a morte por participar de rebeliões que reivindicavam o pagamento de salários atrasados, foi executado. Sua execução ocorreu após duas tentativas de enforcamento, quando em ambas ocorreram o rompimento da corda. Após o segundo fracasso, o povo que assistia a execução aclamou pela clemência ao preso, mas as autoridades confirmaram a pena de modo cruel, executando Chaguinhas a pauladas. O caso comoveu muitos católicos, pois interpretaram como um sinal divino pela dupla falha da força e em sua honra, instalaram uma cruz que ficou conhecida como a "Santa Cruz dos Enforcados". Mais tarde, no local da cruz, foi construída a Capela de Santa Cruz das Almas dos Enforcados.
Em 1831, com a abdicação do imperador Pedro I do Brasil, o então Chafariz do Curso Jurídico foi nomeado como "Fonte da Liberdade". Tal nome, com o tempo, passou a designar todo o bairro ao redor.
Até a chegada de imigrantes japoneses e chineses, abrigava bares e cinemas. Após a chegada dos imigrantes, o bairro da Liberdade foi customizado de acordo com a cultura de seus novos habitantes, inclusive a praça, que ganhou iluminação oriental, templos orientais e espaço para comemoração do Ano Novo Chinês. Aos finais de semana, ocorre a famosa feira de artesanato e culinária oriental.
No dia 18 de Julho de 2018, a praça teve seu nome alterado para "Praça da Liberdade-Japão".
O prefeito Ricardo Nunes (MDB) sancionou no dia 31 de maio de 2023 a Lei nº 17.954, que determina a mudança do nome da Praça da Liberdade para “Liberdade África-Japão”. A lei, que entrou em vigor imediatamente após sua publicação, foi aprovada pela Câmara Municipal e tem como objetivo homenagear as culturas africana e japonesa presentes na região.

## Pontos de referências
- Igreja de Nossa Senhora dos Aflitos
- Estação Liberdade